# Ювяскюля (футбольний клуб)
«Ювяскю́ля» (фін. JJK Jyväskylä) — фінський футбольний клуб з однойменного міста. Заснований 1992 року. Домашні матчі проводить на стадіоні «Гар'юн» місткістю 5 000 глядачів.